# Escudo de Ribadedeva
El escudo del concejo asturiano de Ribadedeva presenta dos cortados.
- En el primer cuartel cortado, podemos ver una nave flanqueada de dos torres atalayas al natural.

- En el segundo cuartel cortado, podemos observar la cruz asturiana de la victoria. Preside todo el escudo una corona real. Representa las armas de la ciudad de Santander y las del Principado de Asturias.

Al timbre corona real, cerrada. Este escudo está sancionado desde el año 1969. Fue aprobado por decreto 1634/1969 de 10 de julio, publicado en el BOE n.º 181 de 30 de agosto de 1969.
- Datos: Q5838230